# Yun Young-sun
Dans ce nom coréen, le nom de famille, Yun, précède le nom personnel.
Yun Young-sun (en coréen : 윤영선), né le 4 octobre 1988 à Séoul en Corée du Sud, est un footballeur international sud-coréen, qui évolue au poste de défenseur central. Il joue dans le club de Seongnam FC.

## Biographie

### Carrière en club
Yun Young-sun effectue sa formation à l'université Dankook entre 2007 et 2009. Il fait ses débuts professionnels au Seongnam Ilhwa Chunma en 2010, année au cours de laquelle il dispute 5 rencontres et remporte la Ligue des champions de l'AFC. La saison suivante, il remporte avec son club la coupe de Corée du Sud. 
Il évolue lors de son service militaire, entre 2016 et 2018, au Sangju Sangmu. Puis, il regagne son club de Seongnam.

### Carrière internationale
En novembre 2015, il est convoqué pour la première fois en équipe de Corée du Sud par le sélectionneur national Uli Stielike, pour des matchs des éliminatoires de la Coupe du monde de 2018 contre le Laos et la Birmanie.
Le 17 novembre 2015, il honore sa première sélection contre le Laos. Lors de ce match, Yun Young-sun entre à la 86e minute de la rencontre, à la place de Kim Kee-hee. La rencontre se solde par une victoire de 5-0. Il participe ensuite à la Coupe d'Asie de l'Est de 2017. La Corée du Sud remporte la Coupe d'Asie de l'Est.
Le 2 juin 2018, il fait partie de la liste des 23 joueurs sud-coréens sélectionnés pour disputer la Coupe du monde de 2018 en Russie. Lors du mondial, il dispute une rencontre de poule face à l'Allemagne.

## Palmarès

### En club
- Avec le  Seongnam FC
  - Vainqueur de la Ligue des champions de l'AFC en 2010
  - Vainqueur de la Coupe de Corée du Sud en 2011

### En sélection
- Avec la  Corée du Sud
  - Vainqueur de la Coupe d'Asie de l'Est en 2017

## Statistiques
| Saison                | Club                  | Championnat           | Championnat | Championnat | Coupe(s) nationale(s) | Coupe(s) nationale(s) | Compétition(s) continentale(s) | Compétition(s) continentale(s) | Compétition(s) continentale(s) | Coupe du mondedes clubs | Coupe du mondedes clubs | Séries | Séries | Corée du Sud | Corée du Sud | Total | Total |
| Saison                | Club                  | Division              | M.          | B.          | M.                    | B.                    | Comp.                          | M.                             | B.                             | M.                      | B.                      | M.     | B.     | M.           | B.           | M.    | B.    |
| 2010                  | Seongnam Ilhwa Chunma | K League              | 5           | 0           | -                     | -                     | LCA                            | 3                              | 1                              | 1                       | 0                       | -      | -      | -            | -            | 9     | 1     |
| 2011                  | Seongnam Ilhwa Chunma | K League              | 16          | 0           | 2                     | 0                     | -                              | -                              | -                              | -                       | -                       | -      | -      | -            | -            | 18    | 0     |
| 2012                  | Seongnam Ilhwa Chunma | K League              | 34          | 0           | -                     | -                     | LCA                            | 6                              | 0                              | -                       | -                       | -      | -      | -            | -            | 40    | 0     |
| 2013                  | Seongnam Ilhwa Chunma | K League              | 36          | 2           | 1                     | 0                     | -                              | -                              | -                              | -                       | -                       | -      | -      | -            | -            | 37    | 2     |
| 2014                  | Seongnam FC           | K League              | 19          | 0           | 3                     | 0                     | -                              | -                              | -                              | -                       | -                       | -      | -      | -            | -            | 22    | 0     |
| 2015                  | Seongnam FC           | K League              | 35          | 2           | 1                     | 0                     | LCA                            | 6                              | 0                              | -                       | -                       | -      | -      | 1            | 0            | 43    | 2     |
| 2016                  | Seongnam FC           | K League              | 16          | 0           | -                     | -                     | -                              | -                              | -                              | -                       | -                       | -      | -      | -            | -            | 16    | 0     |
| 2018                  | Seongnam FC           | K League 2            | 6           | 1           | -                     | -                     | -                              | -                              | -                              | -                       | -                       | -      | -      | 3            | 0            | 9     | 1     |
| Sous-total            | Sous-total            | Sous-total            | 167         | 5           | 7                     | 0                     | -                              | 15                             | 1                              | 1                       | 0                       | 0      | 0      | 4            | 0            | 194   | 6     |
| 2016                  | Sangju Sangmu (prêt)  | K League              | 6           | 0           | -                     | -                     | -                              | -                              | -                              | -                       | -                       | -      | -      | -            | -            | 6     | 0     |
| 2017                  | Sangju Sangmu (prêt)  | K League              | 17          | 0           | -                     | -                     | -                              | -                              | -                              | -                       | -                       | 2      | 0      | 1            | 0            | 20    | 0     |
| 2018                  | Sangju Sangmu (prêt)  | K League              | 3           | 0           | -                     | -                     | -                              | -                              | -                              | -                       | -                       | -      | -      | 2            | 0            | 5     | 0     |
| Sous-total            | Sous-total            | Sous-total            | 26          | 0           | 0                     | 0                     | -                              | 0                              | 0                              | -                       | -                       | 2      | 0      | 3            | 0            | 31    | 0     |
| Total sur la carrière | Total sur la carrière | Total sur la carrière | 193         | 5           | 7                     | 0                     | -                              | 15                             | 1                              | 1                       | 0                       | 2      | 0      | 7            | 0            | 225   | 6     |